# Gornji Dolac (Travnik, BiH)
Gornji Dolac je bivše samostalno naselje s područja današnje općine Travnika, Federacija BiH, BiH.
U Gornjem Docu je sjedište dolačke župe.

## Povijest
Za vrijeme socijalističke BiH ovo je naselje pripojeno naselju Travniku.

## Poznate osobe
- Zlata Bartl[1]